# پنتافلوئورید فسفر
پنتافلوئورید فسفر (به انگلیسی: Phosphorus pentafluoride) با فرمول شیمیایی PF۵ یک ترکیب شیمیایی با شناسه پاب‌کم ۲۴۲۹۵ است. که جرم مولی آن 125.966 g/mol می‌باشد. این ترکیب یک گاز بی‌رنگ است.